# إمي سوزوكي
إمي سوزوكي (باليابانية: 鈴木えみ؛ بالكانا: すずき えみ) هي عارضة وممثلة يابانية وصينية، ولدت في 13 سبتمبر 1985 في شانغهاي في الصين.

## وصلات خارجية
- الموقع الرسمي
- إمي سوزوكي على موقع IMDb (الإنجليزية)
- إمي سوزوكي على موقع ميوزك برينز (الإنجليزية)
- إمي سوزوكي على موقع قاعدة بيانات الفيلم (الإنجليزية)